# Tyto
Tyto és un gènere d'ocells rapinyaires nocturns de la família dels titònids (Tytonidae) i de l'ordre dels estrigiformes. Forma per ell a soles la subfamília dels tinonins (Tytoninae). Tenen els discs facials units formant-ne un d'únic en forma de cor, a l'interior del qual també hi ha el bec.

## Espècies
Segons la classificació del Congrés Ornitològic Internacional (versió 12.2, 2022) aquest gènere està format per 17 espècies:
- òliba comuna (Tyto alba).
- òliba daurada (Tyto aurantia).
- òliba camallarga del Cap (Tyto capensis).
- òliba de la Hispaniola (Tyto glaucops).
- òliba de Minahassa (Tyto inexspectata).
- òliba camallarga oriental (Tyto longimembris).
- òliba cendrosa (Tyto multipunctata).
- òliba de Taliabu (Tyto nigrobrunnea).
- òliba australiana (Tyto novaehollandiae).
- òliba de Sulawesi (Tyto rosenbergii).
- òliba de Madagascar (Tyto soumagnei).
- òliba tenebrosa (Tyto tenebricosa).
- òliba de les Tanimbar (Tyto sororcula).
- òliba de Manus (Tyto manusi).
- Tyto furcata.
- Tyto javanica.
- Tyto deroepstorffi.

Tanmateix, altres obres taxonòmiques, com el Handook of the Birds of the World i la quarta versió de la BirdLife International Checklist of the birds of the world (Desembre 2019), consideren que el gènere conté 13 espècies, car presenten les següents divergències:
- T. furcata, T. javanica i T. deroepstorffi són considerades subespècies de l'òliba comuna
- T. sororcula i T. manusi són considerades subespècies de l'òliba australiana
- Una subespècie de l'òliba de les Tanimbar (T. sororcula almae) és considerada una espècie apart:
- òliba de Seram (Tyto almae)

### Espècies fòssils
- Tyto gigantea Ballmann, 1973
- Tyto robusta Ballmann, 1973
- Tyto balearica
- Tyto sanctialbani
- Tyto mourerchauvireae
- Tyto cavatica
- Tyto noeli
- Tyto riveroi
- Tyto ostologa
- Tyto pollens
- Tyto cf. novaehollandiae
- Tyto letocarti
- Tyto melitensis